# Hyperolius mariae
Hyperolius mariae és una espècie de granota de la família dels hiperòlids que viu a la República Democràtica del Congo, Kenya, Tanzània i Zàmbia.